# 이광식 묘역
이광식 묘역은 조선중기의 무신, 군인인 이광식(李光軾, 1493 ~ 1563)의 일가 묘역으로, 서울특별시 서초구 원지동 산83-2번지 철곡부락(鐵谷) 산 중턱에 소재해 있다. 묘역 산 아래 동남쪽에는 2011년 건립된 서울추모공원이 있다.

## 개요
본래 이광식을 경기도 광주군 언주면 원지리 철곡(현, 서울특별시 서초구 원지동 산83-2번지)에 안장한 것을 시작으로, 그의 증손자 이명남(李命男, 1556 ~1619/1622), 또다른 증손자인 임진왜란 때의 장군 충장공 이복남(李福男, 1555 ~ 1597)의 가묘 및 부인 청주한씨의 묘, 5대손 송곡 이서우(松谷 李瑞雨, 1633 ~ 1709)의 묘소를 안장하였다. 또한 이복남 묘의 오른쪽 언덕 서쪽에는 이희헌의 10대손인 이재명(李在明, 1830 ~ 1891) 내외의 묘소가 있다. 그밖에 근처에 이홍관(李弘觀, 이서우의 셋째 아들) 등의 묘역이 있었고 근처 신원에도 이들 일가의 묘역이 소재해 있었다. 이홍관 등 일부 후손의 묘역은 2017년 8월 강원도 원주시 부론면 단강1리 산90번지 작실마을, 이서우의 사당 영정각과 작실마을회관 근처 산으로 이장되었다. 성남시 분당구 대장동 산 19번지 일대에 있던 이경연(이광식의 증조부), 이징(이광식의 조부), 이감(이광식의 둘째 아들) 등의 묘역을 성남시 도시개발에 따라 원주 부론면 단강리로 이장할 때 같이 이장된 것이다.
임진왜란과 정유재란 당시 훈공을 세우고 전사한 이복남은 이광식의 셋째 아들 이전(李晉+戈)의 손자로, 남원성에서 전사한 뒤 시신을 찾지 못해 애마가 가져온 갑옷과 투구로 장례를 치렀다 한다. 이복남의 빈 무덤 옆에는 부인 청주한씨가 안치되었다. 이명남은 이광식의 차남 이감의 장손으로 문과에 급제한 후 예조참의, 우부승지, 예조참판 등을 지냈다.
송곡 이서우는 이명남의 동생 이길남의 손자로, 이경항의 넷째 아들이며 자는 윤보, 호는 송곡, 구계, 계옹, 송파 등이다. 조선시대 후기의 문신, 시인이자 예송논쟁 당시 남인의 주요 논객이었다. 이홍관은 이서우의 셋째 아들이자 이광식의 6대손으로, 진사시에 합격한 뒤 성균관에 들어가 성균관진사가 되었다. 이인좌의 난에 가담한 서제 이익관, 이순관, 서매제 민관효에 의해 연좌제로 걸려 1728년 참형당했다. 이홍관의 묘는 1995년 10월 9일 서울시 도시계획 확장으로 성남시 대장동으로 이장했다가, 다시 성남시 도시계획에 의해 2017년 8월 강원도 원주시 부론면 단강1리 작실마을, 이서우의 사당 영정각 근처 산으로 이장되었다.
이재명은 이광식의 차남 이감의 아들 이희헌의 10대손으로, 이희헌의 손자 이경태의 아들 이상우는 경기도 포천시 영평에 살던 일가 이영구의 양자로 입양되었으나, 그의 후손 중 일부는 다시 성남 대장동과 서울 내곡동, 원지동, 포이동 일대로 다시 이주하여 생활했다. 이재명은 이상우의 차남 이익수의 5대손이다.
원지동 산에 있던 이경항의 묘소는 1999년 10월 9일 도로확장공사로 성남시 대장동으로 이장했다 한다. 묘역 동남쪽에는 2010년부터 조성, 2011년 건립된 서울추모공원이 있다.

## 같이 보기
- 이광식
- 이복남
- 이명남
- 이서우
- 이재명
- 영정각
- 서울추모공원
- 이지방 장군 묘
- 이감 묘역